# Mesochorus obliterator
Mesochorus obliterator är en stekelart som beskrevs av Aubert 1965. Mesochorus obliterator ingår i släktet Mesochorus och familjen brokparasitsteklar. Inga underarter finns listade i Catalogue of Life.